# Член Лондонського королівського товариства
Членство в Лондонському королівському товаристві — нагорода від Лондонського королівського товариства людям, які зробили «вагомий внесок у вдосконалення природничих знань, включаючи математику, інженерні науки та медицину».
Королівське товариство — найстаріша відома наукова академія, яка існує безперервно багато років. Членство в ньому велика честь для науковців. За час існування товариства, його членами було багато видатних вчених, таких як Ісаак Ньютон (1672), Чарлз Дарвін (1839), Майкл Фарадей (1824), Ернест Резерфорд (1903), Альберт Ейнштейн (1921), Вінстон Черчилль (1941), Джон Закарі Янг (1945), Алан Тюрінг (1951), Стівен Гокінг (1974), Ілон Маск (2018) та приблизно 8 000 інших членів загалом, включаючи понад 280 Нобелівських лауреатів з 1900 року. Станом на 24 квітня 2020 товариство складається приблизно з 1667 живих членів, закордонних та почесних членів, з яких більше 60 Нобелівських лауреатів.
Членом Лондонського королівського товариства був останній гетьман Війська Запорозького Кирило Розумовський. Його обрано до товариства 1755 року.

## Членство

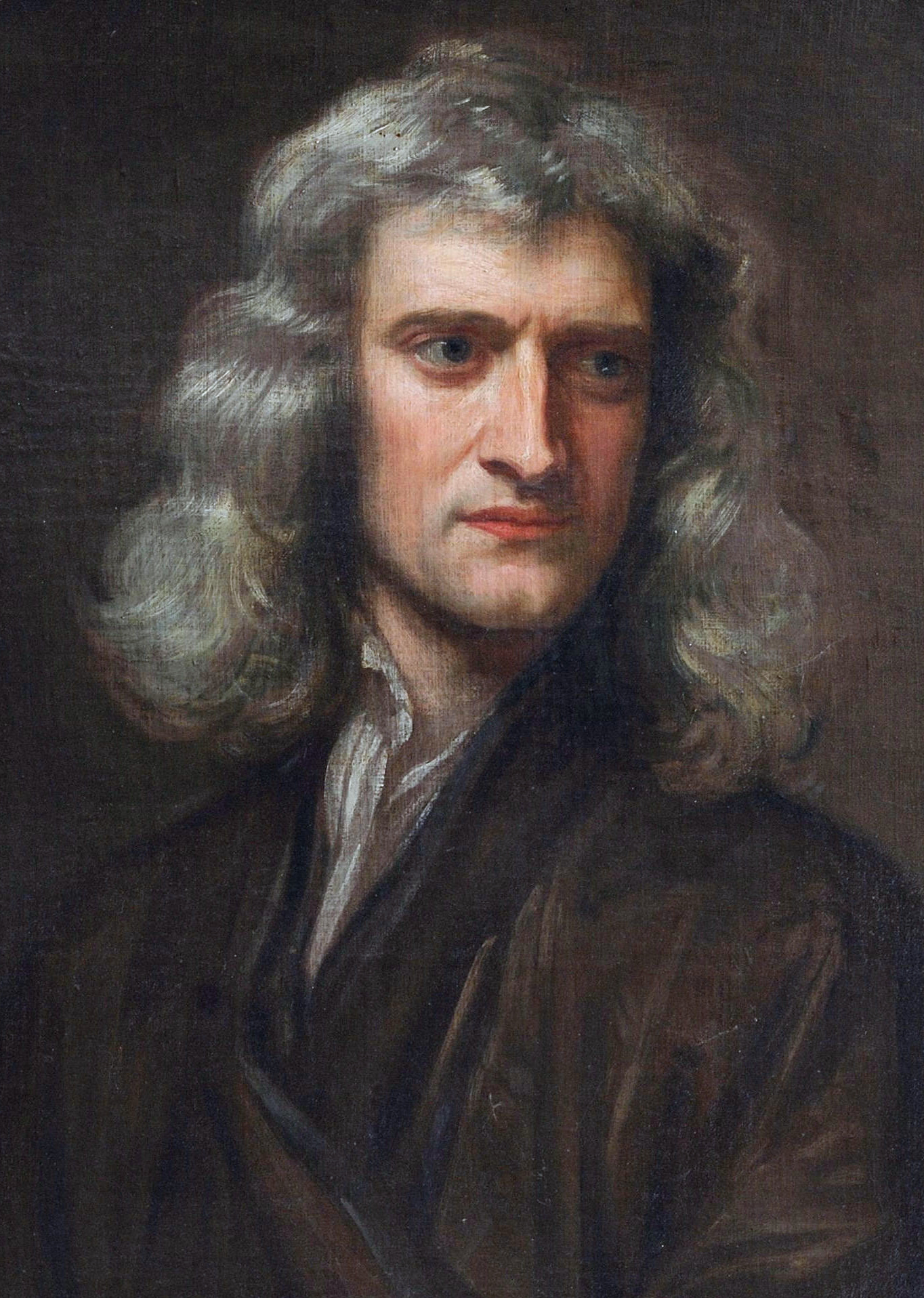
Ісаак Ньютон — один з ранніх членів товариства, обраний 1672-го
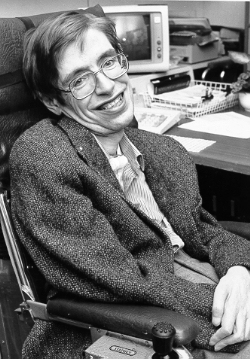
Стівен Гокінг обраний членом 1974-го
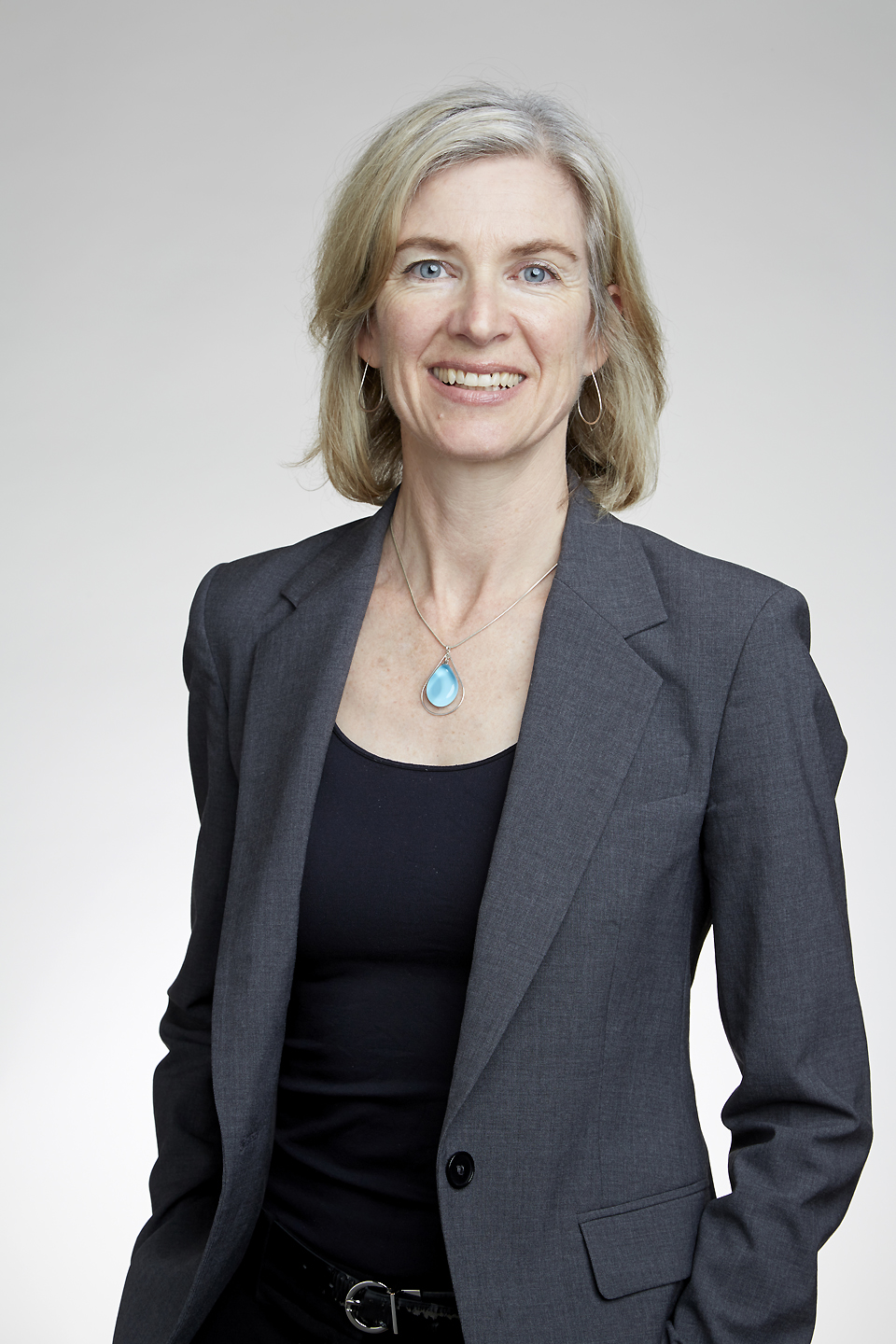
Дженніфер Дудна обрана закордонним членом 2016-го
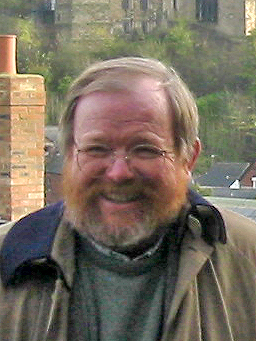
Білл Брайсон обраний почесним членом 2013-го
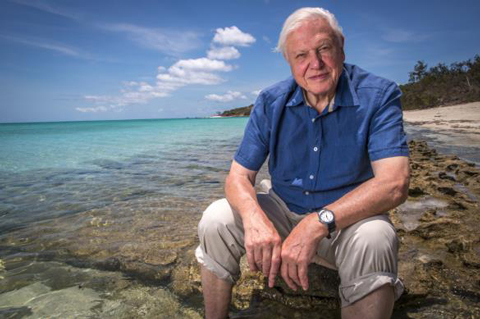
Девід Аттенборо обраний членом 1983-го, за колишнім статутом 12

Вибори нових членів проводяться щорічно в кінці квітня — на початку травня. З-поміж приблизно 700 пропонованих кандидатів обирають до 60 нових членів (FRS), почесних (HonFRS) та закордонних членів (ForMemRS). Нових членів можуть висунути лише дійсні члени товариства та лише для одного виду членства. Види членства описано нижче:

### Член
Щороку від Великої Британії та Співдружності Націй обирається до 52 нових членів, які становлять близько 90 % товариства. Кожен кандидат розглядається по суті і може бути запропонований з будь-якого сектору наукового товариства. Члени обираються довічно на основі досягнень у науці й мають право використовувати літери FRS.

### Закордонний член
Кожен рік члени товариства обирають 10 нових закордонних членів. Як і члени, закордонні члени обираються довічно рецензуванням досягнень у науці. Станом на  2016 рік близько 165 закордонних членів мають право використовувати літери ForMemRS.

### Почесний член
Почесне членство — почесне академічне звання для кандидатів зі значними науковими внесками, які формально не відповідають вимогам до членів та закордонних членів. Почесні члени: Білл Брайсон (2013), Мелвін Брегг (2010), Робін Саксбі (2015), Лорд Девід Сейнсбері (2008) та Онора О'Ніл (2007). Почесні члени мають право використовувати літери HonFRS.

### Членство за колишнім Статутом 12
Статут 12 — механізм вибору членів за помітні внески в науку, або якщо обрання становить користь для товариства. Діяв до 1997 року, коли затвердили механізм офіційного почесного членства. Девід Аттенборо (1983) та Джон Палмер, 4-й граф Селборн (1991) обрані членами товариства за Статутом 12.

### Королівський член
Рада королівського товариства може рекомендувати членів британської королівської сім'ї для обрання королівським членом товариства. Станом на  2016 є п'ять королівських членів:
1. Чарльз, принц Уельський обраний у 1978 році[14]
2. Принцеса Анна обрана у 1987 році[15]
3. Принц Едвард, герцог Кентський обраний у 1990 році[16]
4. Принц Вільям, герцог Кембриджський обраний у 2009 році[17]
5. Принц Ендрю, герцог Йоркський обраний у 2013 році[18]

Королева Єлизавета II не була королівським членом товариства, але забезпечувала патронаж товариству, як це робили всі британські монархи з часів Карла II Англійського. Принц Філіп, герцог Единбурзький (1951) був обраний членом товариства згідно зі Статутом 12, а не королівським членом.

## Вибори нових членів
Обрання нових членів оголошується щорічно у травні, після їх висунення та періоду рецензованого відбору.

### Номінація
Кожного кандидата на члена або закордонного члена висувають два члени королівського товариства (заявник та помічник), які підписують сертифікат номінації. Раніше номінації вимагали щонайменше п'ять членів, щоб підтримати кожну з запропонованих заявником. Але така система піддавалася критиці за створення елітарного джентльменського клубу. Сертифікат про обрання (див. для прикладу) включає виклад основних підстав, на підставі яких робиться пропозиція. Кількість щорічних номінацій не обмежена. У 2015 році було 654 кандидати на вибори членів та 106 кандидатів на закордонних членів.

### Відбір
Рада королівського товариства здійснює контроль за процедурою відбору та призначає 10 предметних комітетів, відомих як Секційні Комітети, щоб рекомендувати найсильніших кандидатів для обрання до членства. Остаточний список до 52 кандидатів у члени та до 10 кандидатів у закордонні члени рада затверджує у квітні, а таємне голосування членів проводиться на засіданні у травні. Кандидат обирається, якщо він або вона отримає дві третини голосів тих членів, які присутні та проголосували.
Максимум 18 членів можуть бути призначені з кандидатів з фізичних та біологічних наук; до 10 — з прикладних наук, гуманітарних наук та спільних фізичних та біологічних наук. Наступні максимум 6 можуть бути «почесними», «генеральними» або «королівськими» членами. Номінації на отримання членства рецензуються секційними комітетами, кожен з яких має 15 членів та голову. Члени 10 секційних комітетів змінюють кожні 3 роки, щоб зменшити груповий фаворитизм. Кожна секційна група охоплює різні спеціалізовані сфери, включаючи:
1. Математика
2. Астрономія та фізика
3. Хімія
4. Інженерія
5. Науки про Землю та довкіллєзнавство
6. Біохімія та молекулярна клітинна біологія
7. Мікробіологія, імунологія та біологія розвитку
8. Анатомія, фізіологія та нейронаука
9. Біологія організмів, еволюція та екологія
10. Здоров'я та гуманітарні науки[25]

### Вступ
Нових членів приймають до товариства на офіційній церемонії вступу, що проводиться щорічно в липні. Новообрані члени підписують Хартію та Зобов'язання, в яких беруть на себе зобов'язання розвивати науку та виконувати Статут та Положення Лондонського королівського товариства.
З 2014 року портрети членів на церемонії вступу публікуються без обмежень авторських прав у Вікісховищі за більш поблажливими Ліцензіями Creative Commons, які дозволяють ширше використання об'єктів.

## Дослідницьке членство та інші нагороди
Окрім основного членства Лондонського королівського товариства (FRS, ForMemRS та HonFRS), доступні й інші види членства, які надаються індивідуально, а не шляхом виборів. Власники такого членства відомі як дослідники королівського товариства.
Окрім вищезазначеного також існує ряд інших нагород, лекцій та медалей королівського товариства.